# Neptis sarochoa
Neptis sarochoa är en fjärilsart som beskrevs av Hans Fruhstorfer 1908. Neptis sarochoa ingår i släktet Neptis och familjen praktfjärilar. Inga underarter finns listade i Catalogue of Life.